# Centrumlinjen
Centrumlinjen (Centrumlinien) var en passagerrute mellem København (Havnegade) og Malmø i Sverige mellem 1957 og omkring 1978 under sloganet "fra centrum til centrum", samt en kort periode også til Trelleborg, Sverige i 1964.
I 1950'erne var der fortsat vareknaphed i Danmark efter krigsårene og en rejse til ”udlandet” for at handle, i den forbindelse Sverige og varehuse med stort udbud, blev populært. Flere passagerfærgeruter, mellem København og de svenske byer Landskrona og Malmø havde deres storhedstid i 1950’erne og et par årti frem. Rederierne var ud over Centrumlinjen blandt andre såkaldte De Store Både (Dampskibsselskabet Øresund, også kaldet ØresunDSBådene) til Malmø, Viking Baadene til Landskrona, og Scarlett bådene fra Tuborg Havn til Landskrona.
Driften af Centrumlinjen blev i vid udtrækning finansieret af det toldfri salg ombord, hvorfor der blev uddelt mange fribilletter. Restauranterne ombord serverede foruden kaffe også ”det store kolde bord”, samt til tider med musikunderholdning, så en del passagerer tog turen over Sundet som bare en udflugt.
Senere vendte passagerstrømmen til den modsatte retning, hvor mange svenskere kunne gøre fordelagtige indkøb af dagligvarer i Danmark. Centrumlinjen drev tillige Sundkøbsbutikkerne i København, og der var således en sammenhæng med Sundkøbsbutikkerne ombord på færgerne.

## Historie
Centrumlinjen startede sejladsen den 17. maj 1957 mellem København og Malmö, under navnet Den Nye Malmølinie, henholdsvis Nya Köpenhamnslinjen på den svenske side af Øresund. et samarbejde mellem det nystiftede danske selskab A/S Sundpilen, som havde chartret m.s. Sundpilen fra HADAG, og det svenske selskab Rederi AB Sundfart, som var den ledende operatør, der oprindeligt var begyndt med sejlads mellem Helsingborg og København i 1954 – herunder periodevis også til Bellevue – samt kortvarigt mellem Landskrona og København. I begyndelsen anvendtes ældre både, men et samarbejde blev hurtigt indledt med det tyske rederi HADAG i Hamborg, der kunne levere bedre tonnage. Fra sommeren 1959 blev navnet ændret til Centrumlinjen. Rederi AB Sundfart chartrede m.s. Alte Liebe fra den 2. oktober 1959 og overtog charteraftalen for m.s. Sundpilen fra den 18. december 1959 grundet manglende charterbetaling fra A/S Sundpilen til HADAG.
A/S Sundpilen gik i betalingsstandsning i september 1959 og efterfølgende konkurs, sammen med søsterselskabet A/S Kastrup-Malmø Linietrafik.
I 1961/1962 solgte Rederi AB Sundfart, Centrumlinjen til et nyt svensk selskab, Rederi AB Centrumlinjen, med nye dansk-svenske ejere. I 1971 blev halvdelen af selskabet tyskejet.
En kortvarig periode på cirka 11 måneder, fra august 1972 til 30. juni 1973, overtog Centrumlinjen driften af Viking Baadene på vegne af Coland A/S, som havde overtaget ruten fra A/S af 27/3 1957 Viking Bådene efter deres betalingsstandsning.
I 1971 etableres datterselskaberne Skanfahrt (Eckernførde) og Centrumsvæverne, sidstnævnte ejet med en halvpart af Centrumlinjen og den anden halvpart af selskabet Vosper, der havde leveret de to luftpudefartøjer, som selskabet satte i drift på ruten mellem København og Malmø ultimo marts 1972. Konkurrencen mellem hurtigbådsselskaberne, hvor der også var Flyvebådene (DSØ) og Gigant Foil som startede den 1. juli 1972, var så hård, at Centrumsvæverne kun sejlede en enkelt sommersæson. I stedet indgik man samarbejde med Gigant Foil, og for at mindske omkostningerne blev de to både, M/S København og M/S Malmø, omregistreret til HADAG i Tyskland og lejet tilbage til København-Malmø selskabet. Natten til den 23. oktober 1975 hentede HADAG begge både hjem ved noget der blev omtalt som kapring, da besætningen ombord blev vækket midt om natten og fik 10 minutter til at forlade bådene, som en ny besætning sejlede til Hamborg. Årsagen var, at Centrumlinjen havde misligholdt lejebetalingen, og da efterfølgende forsøg, på at skaffe nye interessenter og både mislykkedes, gik Centrumlinjen konkurs.
Rederiet rekonstrueres som et nyetableret aktieselskab under navnet A/S Den nye Centrumlinje og genoptog trafikken i marts 1976, men gik allerede ved juletid gik også det ny selskab konkurs. Konkursboet blev købt af det tyske Förde Reederei i Flensborg og trafikken genoptaget med to mindre både. Planen var at indsætte en stor båd fra sæson 1978, men imidlertid købte det konkurrerende Öresundsbolaget rederiet og chartrede kortvarigt, i stedet et af Förde rederiets både.

## Både der har sejlet på Centrumlinjen
- S/S Bohuslän (1957-1958)
- M/S Sundpilen (1957-1965)
- M/S Lysekil (1958-1961)
- S/S Kirsten Piil (1957-1963)
- M/S Alte Liebe (1959-1962, omdøbt til Örestad)
- M/S Örestad (1962-1973)
- M/S Rüm Hart (1964, chartret)
- M/S Klaar Kiming (1965, 1966 -1968, 1969 - 1970)
- M/S Gorch Fock (1965-1970)
- M/S København (1969-1975)
- M/S Malmö (1969-1975)
- H/C Alpha (1972)
- H/C Beta (1972)
- M/S Westerland (1972)
- M/S Elbe (1974-1975)
- M/S Nordwelle (1976)
- M/S Perlen (1976)
- M/S Dan Viking (1976)
- M/S Jürgensby (1977-1978)
- M/S Kollund (1977)